# Miss Pará 2017
Miss Pará 2017 foi a 60ª edição do tradicional concurso de beleza feminina de Miss Pará, válido para a disputa de Miss Brasil 2017, único caminho para o Miss Universo. Esta edição do certame, comandada pelo estilista Herculano Silva e do produtor Mauro Antonio Ferreira, contou com a participação de vinte e nove (29) candidatas em busca do título que pertencia à marabaense Fablina Paixão, que logrou-se campeã no ano anterior. O evento aconteceu dia 30 de Junho no espaço de eventos localizado dentro do Shopping "Bosque Grão Pará", em Belém, e contou com embalo musical da cantora Joelma Cláudia e abertura montada por Mauricio Quintarius & Cia Ballet e Teatro Tribo. A competição teve direção artística do músico e produtor Kaiann Lobo e a realização da empresa C7 Eventos e cerimonial, e ainda teve como presença ilustre, a Miss Brasil 2016, Raissa Santana.

## Resultados

### Colocações
O público pode participar ativamente da disputa comentando a hashtag #Vence + o nome do município da candidata que escolheu como favorita, dentro da foto da página oficial do concurso no Facebook.

| Posição                 | Município e Candidata |
| Vencedora               | - Moju - Stéfany Figueiredo |
| 2º. Lugar               | - Salinópolis - Kílvia Ribeiro |
| 3º. Lugar               | - Soure - Emilly Nunes |
| Finalistas              | - Afuá - Alaíne Machado - Castanhal - Julianne Zague |
| (TOP 10) Semifinalistas | - Barcarena - Nara Maia - Belém - Paola Pinheiro - Bragança - Luciana Monteiro - Marituba - Yurie Yokoyama - Santarém - Mayara Viana                         |
| (TOP 15) Semifinalistas | - Ananindeua - Beatriz Assis - Capitão Poço - Isabelle Souza - Colares - Eduarda Souza - Ourilândia do Norte - Daiane Ferst - Parauapebas - Caroline Pereira |

### Prêmios Especiais
A miss eleita pelo voto popular integrou automaticamente o Top 15.
| Prêmio            | Município e Candidata            |
| Miss Be Emotion 1 | - Parauapebas - Caroline Pereira |
| Miss Voto Popular | - Afuá - Alaíne Machado          |
| Miss Elegância    | - Afuá - Alaíne Machado          |
| Miss Fotogenia    | - Capitão Poço - Isabelle Souza  |

1. A miss "be emotion" é eleita por um maquiador profissional.

### Ordem dos anúncios
| 1. Soure 2. Santarém 3. Parauapebas 4. Salinópolis 5. Moju 6. Ourilândia do Norte 7. Capitão Poço 8. Colares 9. Barcarena 10. Castanhal 11. Ananindeua 12. Belém 13. Marituba 14. Afuá 15. Bragança | 1. Castanhal 2. Afuá 3. Moju 4. Bragança 5. Salinópolis 6. Belém 7. Santarém 8. Marituba 9. Soure 10. Barcarena | 1. Castanhal 2. Moju 3. Afuá 4. Salinópolis 5. Soure | 1. Salinópolis 2. Soure 3. Moju |

## Candidatas
Disputaram o título este ano:
| - Afuá - Alaíne Machado - Altamira - Renata Penteado - Ananindeua - Beatriz Assis - Barcarena - Nara Maia - Belém - Paola Pinheiro - Bom Jesus - Késia Bohry - Bragança - Luciana Monteiro - Breves - Taigla Caldas - Cametá - Yonêz Soares - Capitão Poço - Isabelle Souza | - Castanhal - Julianne Zague - Colares - Eduarda Souza - Jacundá - Bruna Ranieri - Marabá - Aline Braga - Marapanim - Brenda Soares - Marituba - Yurie Yokoyama - Mocajuba - Danielen Alfaia - Moju - Stéfany Figueiredo - Muaná - Ana Clara Pureza - Ourilândia do Norte - Daiane Ferst | - Pacajá - Blenda Félix - Paragominas - Vitória Rauber - Parauapebas - Caroline Pereira - Salinópolis - Kílvia Ribeiro - Santa Bárbara - Natália Ribeiro - Santa Izabel - Thayana Pantoja - Santarém - Mayara Viana - São João do Araguaia - Thamyres Tales - Soure - Emilly Nunes |

## Informações das candidatas
Dados divulgados pela organização do evento:
| Afuá Alaíne tem 1.75m de altura. É estudante de enfermagem. Altamira Renata tem 1.68m de altura. É estudante e cerimonialista. Ananindeua Beatriz tem 1.77m de altura. É estudante de Direito. Barcarena Nara tem 1.73m de altura. É estudante de comunicação social. Belém Paola tem 1.68m de altura. É acadêmica de dança. Bom Jesus Késua tem 1.68m de altura. É estudante. Bragança Luciana tem 1.72m de altura. É Contadora. Breves Taigla tem 1.77m de altura. É estudante de sistemas da informação. Cametá Yonêz tem 1.70m de altura. É estudante. Capitão Poço Isabelle Souza tem 1.68m de altura. É estudante. | Castanhal Julianne tem 1.70m de altura. É estudante de Direito. Colares Eduarda tem 1.71m de altura. É estudante. Jacundá Bruna tem 1.70m de altura. É estudante de marketing. Marabá Aline tem 1.74m de altura. É estudante. Marapanim Brenda tem 1.70m de altura. É estudante de pedagogia. Marituba Yurie tem 1.72m de altura. É estudante de biomedicina. Mocajuba Danielen tem 1.69m de altura. Trabalha com vendas. Moju Stéfany tem 1.80m de altura. É acadêmica em engenharia florestal. Muaná Ana Clara tem 1.69m de altura. É nutricionista. Ourilândia do Norte Daiane tem 1.70m de altura. Trabalha como modelo. | Pacajá Blenda tem 1.68m de altura. Estuda administração. Paragominas Vitória tem 1.75m de altura. É acadêmica em Direito. Parauapebas Caroline tem 1.70m de altura. É estudante. Salinópolis Kílvia tem 1.80m de altura. Estuda fisioterapia. Santa Bárbara Natália tem 1.68m de altura. É estudante de técnico em segurança do trabalho. Santa Izabel Thayana tem 1.71m de altura. É estudante de Direito. Santarém Mayara tem 1.68m de altura. É empresária. São João do Araguaia Thamyres tem 1.73m de altura. É estudante. Soure Emilly tem 1.79m de altura. É técnica em promoção de eventos. |

## Histórico

### Desistência
- Augusto Corrêa  - Raíza Ribeiro

### Trocas
- Ananindeua - Thayana Serra ► Beatriz Assis
- Oriximiná - Nara Maia ► Barcarena
- Benevides - Stefany Figueiredo ► Moju

## Crossovers
Candidatas em outros concursos:
| Miss Pará - 2014: Barcarena - Nara Maia (4º. Lugar) - (Representando o município de Oriximiná) - 2016: Ourilândia do Norte - Daiany Ferst (Top 15) - (Representando o município de Redenção) Miss Pará Latina - 2017: Bragança - Luciana Monteiro - (Representando o município de Bragança) | Garota Verão - 2013: Salinópolis - Kílvia Ribeiro (2°. Lugar) - (Representando o distrito de Marudá) Rainha das Rainhas - 2017: Belém - Paola Pinheiro (7°. Lugar) - (Representando a associação ASTCEMP) |